# Jil-Alexandre N'Dia
Jil-Alexandre N’Dia, est un entrepreneur ivoirien né le 16 Mars 1975 de Georges N'Dia  et de Marie-Jeanne Yacé à Londres. Il est le cofondateur du site Abidjan.net et du groupe média digital Weblogy. Il est le vice-président de la Fondation Kaydan aux côtés de Alain Kouadio.

## Éducation
En 1994, Jil-Alexandre N’Dia obtient son baccalauréat au Lycée français Blaise Pascal d'Abidjan.
Diplômé en Gestion des Systèmes d'Information de l'Université d'Indiana, Kelley School of Business aux États-Unis, il a été admis en 2020 au programme de transformation Stanford Seed de la Stanford Graduate School of Business.

## Vie Professionnelle
Jil-Alexandre N’Dia est le directeur du groupe média digital Weblogy et le cofondateur, avec Daniel Ahouassa, du site abidjan.net.
Il est le Président de l'ONG J'aime Jacqueville, vice-président de la Fondation Kaydan et le Commissaire Général des Caravanes de l'Entrepreneur,.

## Prix et Distinctions
Jil Alexandre N'dia a été fait commandeur dans l'ordre du mérite des postes et télécommunications.
Lauréat en 2013 du Prix d'Excellence de l'Entreprenariat Jeune du Président de la République, Jil-Alexandre N’Dia est également 2ème du Prix d'Excellence pour le Développement de la Communication en 2019.
Il est aussi Officier dans l'Ordre National de Côte d'Ivoire, Officier dans l'Ordre du Mérite Ivoirien et Commandeur dans l'Ordre du Mérite des Postes et Télécommunications.

## Œuvre
Le livre intitulé Abidjan.net, Une histoire d'Avenir est une biographie de Jil-Alexandre N’Dia et de Daniel Ahouassa, deux digital entrepreneurs cofondateurs du site abidjan.net.
Sorti officiellement en janvier 2022, ce livre a été écrit par les journalistes Venance Konan et Faustin Ehouman.
Il est préfacé par Tidjane Thiam.